# 17607 Táborsko
17607 Táborsko là một tiểu hành tinh vành đai chính với chu kỳ quỹ đạo là 1808.6407813 ngày (4.95 năm).
Nó được phát hiện ngày 2 tháng 10 năm 1995.